# Акче
Акче́ (осман. آقچه, тур. Akçe, «білуватий») — дрібна срібна монета в Османській імперії XIV — XIX століття, головна розрахункова грошова одиниця для торговельних операцій на території імперії та її сателітів. Вперше викарбована другим османським султаном Орханом Газі в 1328-29 роках і продовжувала карбуватись до 1836 року. Відома в європейських джерелах, на українських землях, в Молдові та на Буковині XV—XVII століттях як аспр. Свої акче також карбували кримські хани.

## Опис

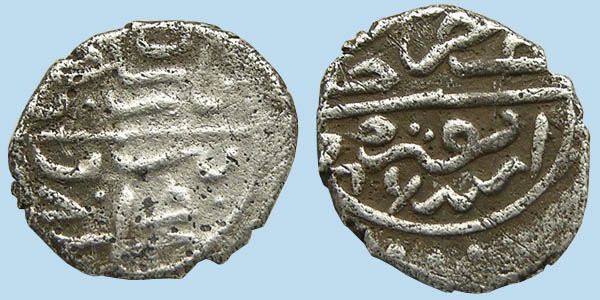
Акче султана Бязида II (1508 р., Анкара) Аверс: "Султан Беязід бін Мехмед хан". Реверс:: "Аззе Насруху Дурібе Анкара року 886 (хіжри)".

Перші акче (вагою 1,2 г срібла 900-ї проби) викарбував у 1328—29 роках султан Орхан. Вага та проба акче постійно знижувалася — 1,028 г (1451—81), 0,737 г (1481–1512), 0,5 г (1574—95), 0,33 г (1603), 0,19—0,13 г (1687). У місцевих скарбах є монети 3 акче (пара) та 10 акче (онлук). 1512—77 40 акче прирівнювалися 1 курушу. В 1520—70 роках 50 акче дорівнювали 1 флорину. В 1687 році 120 акче = 40 пара = 1 курушу. Окрім турецьких акче, відомі білонні татарські акче XV—XVIII століть та мідні молдовські Івана Воде Лютого (1572—74).
В XVI столітті вага кримського акче приблизно дорівнювала вазі турецького, а з 1725 року — 0,15 грам. На аверсі розміщувалося ім'я хана, на реверсі — тамга (знак власності хана з його іменем і титулом арабською мовою), місце і рік карбування.